# Gustavo Turraca
Gustavo Turraca (Esteban Echeverría, Monte Grande, Buenos Aires, 15 de julio de 1995) es un futbolista argentino que se desempeña como mediocampista en All Boys.

## Trayectoria

### Primeros años
Gustavo Turraca nació el 15 de julio de 1995, en Monte Grande, provincia de Buenos Aires. Pasando su infancia en equipos de baby futbol de su ciudad, probó suerte intentando quedar en pruebas que estaban realizando ojeadores del Club Atlético Los Andes. Llamó la atención por su gran pase y visión, y finalmente fue fichado en el año 2015, comenzando su historia en el club de Lomas de Zamora.

### Los Andes (2015-presente)
Ya asentado en el equipo de primera, tuvo algunos minutos en amistosos y en varios partidos ocupó la banca, pero debutó oficialmente en el 2016, por el Campeonato de Primera B Nacional 2016 frente a Juventud Unida de Gualeguaychú, partido que terminaría 3-1 a favor del Milrayitas.
Luego iría sumando minutos y confianza a lo largo del Campeonato de Primera B Nacional 2016-17 consolidándose como una pieza clave del equipo hasta la actualidad. 
Llegaría a la impresionante cifra de 100 partidos disputados con la casaca Milrayitas el 27 de marzo de 2021, cifras que comparte con jugadores como Jonathan Tridente o Marcos Brítez Ojeda.

### Almagro (2019-2020)
Para la temporada en el cual se disputó el Campeonato de Primera Nacional 2019-20, fue cedido al Club Almagro por 12 meses. Al llegar al club, durante uno de los primeros entrenamientos, sufrió una fractura de tibia que lo dejó sin poder ganar continuidad en el equipo. Solamente disputó 6 partidos sin marcar goles.

## Clubes
| Club                    | País      | Año       |
| ----------------------- | --------- | --------- |
| Los Andes               | Argentina | 2015-2018 |
| Almagro                 | Argentina | 2019-2020 |
| Los Andes               | Argentina | 2021      |
| Independiente Rivadavia | Argentina | 2022      |
| Aldosivi                | Argentina | 2023      |
| Patronato               | Argentina | 2024      |
| San Miguel              | Argentina | 2025      |
| All Boys                | Argentina | 2025-     |